# Kanijeli Siyavuş Pascià
Kanijeli Siyavuş Pascià in bosniaco: Sijavuš-paša Kanjižanin (Kanizsa, ... – Istanbul, 1602) è stato un politico ottomano.
Proveniva dal sangiaccato di Bosnia. Fu Gran Visir tra il 24 dicembre 1582 e il 28 luglio 1584, 15 aprile 1586 e 2 aprile 1589, e 4 aprile 1592 e 28 gennaio 1593. Era di Kanizsa nell'odierna Ungheria, che all'epoca faceva parte prima dei sangiaccato e poi degli Eyalet di Bosnia. Nel 1580 ricevette il grado di visir e sposò Fatma Sultan, figlia di Selim II e sorella di Murad III, dalla quale ebbe quattro figli e una figlia. Ha avuto una carriera stabile ricoprendo vari incarichi militari presso i giannizzeri e infine beglerbegi di Rumelia. Ha ricoperto la carica di Gran Visir tre volte: la prima il 6 dicembre 1582 quando a causa della mancanza di solidità delle conquiste in Georgia e dell'impossibilità di fare la pace con la Persia fu deposto il Gran Visir Koca Sinan Pasha e lo sostituì. Sembra essere stata una nomina provvisoria e non ha preso decisioni importanti soprattutto in relazione alla Persia. Il 25 luglio 1584 fu deposto e sostituito tre giorni dopo dall'ex mamelucco circasso Özdemiroğlu Osman Pascià, che aveva eccelso nella guerra di Crimea e morì il 29 ottobre 1585; poi fu nominato il vecchio Hadim Mesih Pascià, che aveva quasi 90 anni (1 novembre 1585), ma dopo cinque mesi e mezzo si dimise (14 aprile 1586) a causa di un disaccordo con il sultano per cui Kanijeli Siyavuş Pascià tornò in carica per la seconda volta.
Lo esercitò fino al 2 aprile 1589, senza prendere alcuna decisione rilevante in quel momento; poi ci fu una rivolta militare e l'ex visir Koca Sinan Pascià, che viveva in pensione a Üsküdar (e che sembra aver usato la sua fortuna per corrompere alcuni cortigiani) fu chiamato per la seconda volta alla carica di gran visir (2 aprile 1589) e fu lui a fare la pace con la Persia ponendo fine a 12 anni di guerra. Ma il suo nuovo rivale Ferhad Pascià fece in modo per screditarlo e fu di nuovo licenziato (2 agosto 1591) e Ferhad prese il suo posto ma perse il posto il 4 aprile 1592 a causa di una rivolta dei giannizzeri e per la terza volta si chiamava Kanijeli Siyavuş Pascià.
Nemmeno nel suo terzo periodo, il più breve, fece qualcosa di eccezionale. Era conosciuto più per le sue opere di carità che per i suoi atti di governo; le sue virtù erano il suo carattere moderato e che era incorruttibile. Cadde come l'ultima volta a causa di una rivolta dei giannizzeri e fu quindi chiamato alla carica per la terza volta Koca Sinan Pascià (29 gennaio 1593).
Morì a Istanbul nel 1602 e fu sepolto a Eyüb.

## Discendenza
Da sua moglie Fatma Sultan, figlia del sultano Selim II e di Nurbanu Sultan, sposata nel 1573, ebbe quattro figli e una figlia:
- Sultanzade Ahmed Bey (1573 - 1582/1583)
- Sultanzade Mustafa Paşah (1575 - aprile 1599)
- Sultanzade Abdülkaadir Bey (1577 - 1583)
- Sultanzade Süleyman Bey (1579 - 1583)
- Una figlia senza nome (ottobre 1580 - ottobre 1580). Il parto fu prematuro, e la bambina nacque morta o morì poco dopo la nascita. Fatma stessa morì di parto.